# Tamiasciurus mearnsi
Lo scoiattolo di Mearns (Tamiasciurus mearnsi Townsend, 1897) è una specie di scoiattolo arboricolo del genere Tamiasciurus endemica del Messico.

## Descrizione
Seppur molto simile nell'aspetto, lo scoiattolo di Mearns è un po' più piccolo dello scoiattolo di Douglas (Tamiasciurus douglasii): il corpo misura 19,4 cm e la coda 11,1 cm. Il mantello è di colore marrone-rossastro sul dorso e bianco sul ventre.

## Distribuzione e habitat
Lo scoiattolo di Mearns vive unicamente nelle foreste di pini e abeti che crescono a 2100–2400 m di quota sui monti della Sierra San Pedro Mártir, nello Stato messicano della Bassa California. Occupa un areale molto ridotto, che non raggiunge i 5000 km².

## Biologia
Lo scoiattolo di Mearns è uno stretto parente dello scoiattolo di Douglas, ma le sue abitudini sono molto meno conosciute, dal momento che i primi studi sulla sua biologia sono stati effettuati solamente a partire dal 2004-2005.
Gli scoiattoli di Mearns dimorano sugli alberi di conifere, scendendo al suolo solamente per raccogliere i coni che essi stessi hanno reciso dal ramo, o per raggiungere aree non accessibili spostandosi fra i rami. Fanno il nido solitamente nelle cavità degli alberi, spesso in cavità abbandonate di picchio. L'accoppiamento avviene agli inizi della primavera e, dopo un periodo di gestazione sconosciuto, ma probabilmente di circa 36-40 giorni, nascono 3-7 piccoli (in media 5-6), glabri e inetti.
Durante i mesi caldi la dieta è costituita da frutta, noci e altre sostanze vegetali, ma in inverno gli scoiattoli di Mearns dipendono prevalentemente dai semi delle conifere, che vengono raccolti e immagazzinati quando essi giungono a maturazione.

## Conservazione
Questa specie minacciata è molto rara ed è minacciata dalla deforestazione. Un altro fattore di minaccia potrebbe essere costituito dalla competizione con lo scoiattolo grigio orientale (Sciurus carolinensis), introdotto nell'areale dello scoiattolo di Mearns nel 1946, ma che forse è scomparso dalla zona.